# Bronisław Chwaliński
Bronisław Chwaliński, ps. „Orzechowski”, „Zemsta” (ur. 6 lipca 1892 w Brzesku Nowym, zm. po 1938) – chorąży Wojska Polskiego, działacz niepodległościowy, kawaler Orderu Virtuti Militari.

## Życiorys
Urodził się 6 lipca 1892 w Brzesku Nowym, w ówczesnym powiecie miechowskim guberni kieleckiej, w rodzinie Michała i Aleksandry z Wieczorków. Ukończył cztery klasy szkoły ludowej. W 1908 wyjechał do Krakowa, gdzie został przyjęty na praktykę elektromonterską. 14 sierpnia 1914 wstąpił do Legionów Polskich i został przydzielony do oddziału telefonicznego 3 pułku piechoty. W szeregach tego oddziału walczył do bitwy pod Kaniowem (11 maja 1918), w czasie której dostał się do niemieckiej niewoli. W czasie transportu zbiegł i ukrywał się w Kijowie.
Starszy żołnierz Bronisław Chwaliński został odznaczony Srebrnym Medalem Waleczności 2. klasy za czyn męstwa w bitwie pod Kostiuchnówką. 5 lipca 1916 razem z kapralem Władysławem Malinowskim pomimo ciężkich warunków terenowych, jak również silnego ognia nieprzyjacielskiego wybudował połączenie telefoniczne pomiędzy dowództwem 3 pułku piechoty, a III batalionem (na Polskiej Górze), niezwłocznie po otrzymaniu rozkazu. Następnie został wyznaczony do obsługi stacji i linii telefonicznej. Pełnił służbę przy aparacie do godz. 14.00, a później patrolował linie długości 4-5 km, stale pod ogniem nieprzyjaciela. W czasie kontrataku nieprzyjaciela, podczas najsilniejszego ognia artylerii, nie bacząc na granaty i szrapnele wypełniał obowiązki telefonisty z zimną krwią, szybko i umiejętnie, a tym samym zapewniając stałe informowanie Komendy III Brygady o sytuacji na pierwszej linii frontu. W marcu 1922 kapitan Józef Bochnia wystąpił z wnioskiem o odznaczenie Bronisława Chwalińskiego za opisany wyżej czyn Orderem Virtuti Militari. Wniosek zyskał poparcie Komisji byłych Legionów Polskich pod przewodnictwem generała Henryka Minkiewicza.
16 marca 1919, po powrocie do kraju, został przyjęty do Wojska Polskiego i przydzielony do Oddziału Kwaterunkowego Komendy Miasta Warszawy. W 1922 został odkomenderowany na kurs przeszkolenia chorążych w Chełmnie, a po jego ukończeniu przydzielony do służby w więziennictwie. We wrześniu 1934 pełnił służbę w Wojskowym Więzieniu Śledczym Nr IX w Brześciu na stanowisku kierownika kancelarii.
Był żonaty.

## Ordery i odznaczenia
- Krzyż Srebrny Orderu Wojskowego Virtuti Militari nr 7408 – 17 maja 1922[10][2][11]
- Krzyż Niepodległości – 6 czerwca 1931 „za pracę w dziele odzyskania niepodległości”[12][13]
- Krzyż Walecznych czterokrotnie[14]
- Srebrny Krzyż Zasługi – 1938 „za zasługi na polu pracy społecznej”[15]
- Medal Pamiątkowy za Wojnę 1918–1921[14]
- Medal Dziesięciolecia Odzyskanej Niepodległości[14]
- Medal Zwycięstwa[14]
- Srebrny Medal Waleczności 2. klasy[8]